# 金桩
金桩（1972年2月—），男，蒙古族，内蒙古翁牛特旗人，中华人民共和国政治人物。现任内蒙古财经大学校长，教授，民建内蒙古自治区委主委。第十四届全国政协委员。